# タイムリーワン
タイムリーワンとは、かつて関東地方で展開していた日本のコンビニエンスストアチェーンである。

## 概要
元々は栃木県足利市に本部を置いていたが、その後群馬県太田市に移転した。

### 加盟店数
1987年　栃木・茨城・群馬・埼玉　27店舗 → 54店舗（1991年（平成3年）7月時点）

## 沿革
- 1983年（昭和58年）
  - 6月7日 - 株式会社タイムリーワンを設立[1]。
  - 8月 - 下館市の小島酒店が1号店を開店[1]。
- 1984年（昭和59年）　- スタンプサービスのフジローズスタンプがタイムリーワンの展開を開始[4]。
- 1985年（昭和60年）
  - 10月8日 - リビングシステムインターナショナルが運営するタイムリーワン東北が秋田市に東北1号店の旭北店が開店[5]。
  - 群馬県1号店を開店[6]。
- 1986年（昭和61年）
  - 4月 - 北関東・東北以外の静岡県1号店を浜松市半田町に出店[7]。
  - 11月 - タイムリーワン東北から全加盟店が脱退[8]。
- 1988年（昭和63年）
  - 2月5日[9] - 東京・渋谷にアウルが当社の仕入ルートを活用した宅配コンビニエンスストア「タイムリーワン渋谷」を開店[10]。
  - 11月 - 42店舗で切手・葉書・収入印紙・小包の取扱を開始[11]。
- 1991年（平成3年）7月 - ニコマートと群馬県と栃木県のエリアフランチャイザー契約を締結[12]。
- 1992年（平成4年）9月 　　- タイムリーワンが解散[13]。

## 店舗
- 店舗は主に本部のあった栃木県や埼玉県などに多く存在していた。確認できる店舗だけ紹介する。
- 水代店

- 栗橋店
- 半田店？
- 熊谷美土里町店？
- 長沼店？
- 磯原高校近く？(店舗名不明)
- 小島酒店
- 渋谷店
- 旭北店
- 群馬県1号店(店舗名不明)
- 栗橋店が2018年頃に閉店してしまい、タイムリーワンは消滅してしまった。
- ？がついているのは実際に有ったか不明